# Нитинка швайцарська
Нитинка швайцарська, плаунок швейцарський (Selaginella helvetica) — вид плауноподібних рослин родини плаункових (Selaginellaceae). Вид занесений до Червоної книги України зі статусом «зниклий у природі».

## Поширення
Росте на північному сході Азії, Кавказі, Малій Азії, Центральній та Східній Європі, де частіше приурочений до гірських районів. Відоме єдине достовірне місце знаходження виду в Україні, підтверджене кількома гербарними зборами різних колекторів: Українські Карпати, Вигорлат-Гутинський хребет, північний схил Гутинського хребта на лівому березі р. Тиса поблизу с. Веряця Виноградівського р-ну на Закарпатті.

## Місцезростання
Зростав на затінених вологих, часто оброслих мохом андезитових скелях над річкою Тиса в буковому лісі на висотах 130, 170, 350 м над рівнем моря (за гербарними даними різних колекторів). Мезофіт. Протягом останніх 50 років наявність виду у цьому локалітеті не підтверджено. 

## Опис
Дрібна багаторічна сланка трав'яна рослина, 3-10 см завдовжки, з ризофорами в місцях розгалуження. Має плоскі стебла, диморфні листки в чотирьох рядах і вузько-циліндричні стробіли. Нижні листки відстовбурчені, 2-3 мм завдовжки, верхні — майже вдвічі менші, притиснуті до стебла. Спороносні колоски 1,5-2(4) см завдовжки, розташовані на кінцях бічних, рідко облиснених гілочок. Спорофіли яйцеподібні, загострені, мегаспорангій розміщений в нижній частині колоска. Спороносить у (травні) червні-липні. Розмножується спорами.

## Збереження
В Україні не охороняється. Необхідне підтвердження зростання виду з наступним контролем стану популяцій та створення в районі місцезнаходження виду резервату. Заборонено збирання рослин, гербаризацію, порушення умов зростання. Занесений також у Червоні книги Республіки Бурятія, Червоної книги Амурської області та Червоної книги Читинської області в Росії.